# Clubiona johnsoni
Clubiona johnsoni är en spindelart som beskrevs av Willis J. Gertsch 1941. Clubiona johnsoni ingår i släktet Clubiona och familjen säckspindlar. Inga underarter finns listade i Catalogue of Life.